# Eleanor Acland
Eleanor Margaret Acland, née Cropper (1878 - 12 décembre 1933) est une suffragette, une romancière et une femme politique du Parti libéral britannique. Jusqu'en 1895, elle est connue sous le nom d'Eleanor Cropper, de 1895 à 1926, elle est connue sous le nom d'Eleanor Acland, et de 1926 à sa mort en 1933, elle était connue sous le nom de Lady Acland. Elle a été présidente de la Fédération libérale des femmes et s'est engagée pour le droit de vote des femmes au Royaume-Uni

## Famille
Eleanor Margaret Cropper est la fille de Charles James Cropper et d'Edith Emily Holland . Elle fait ses études à l'école St Leonards . Le 31 août 1905, elle épouse Francis Dyke Acland, fils d'un éminent baronnet du Parti libéral. Ils ont trois fils et une fille. Francis Acland est député libéral et ministre . Son fils aîné, Richard Acland, est député libéral, et son fils Geoffrey Acland s'est également présenté comme candidat libéral. Les autres enfants sont Cuthbert Henry Dyke Acland, qui est haut shérif de Westmorland, et Eleanor Edith Dyke Acland, décédée en 1923 à l'âge de 10 ans. En 1926, lorsque son mari devient baronnet, elle devient Lady Acland. 

## Carrière professionnelle
Eleanor Acland est un auteur de romans. Elle écrit In the Straits of Hope (1904), un roman sur les artistes de Chelsea, et Dark Side Out (1921), une saga familiale multigénérationnelle. Elle écrit également ses mémoires, Goodbye for the Present, publié à titre posthume en 1935. 

## Carrière politique
Eleanor Acland milite pour le droit de vote des femmes et une suffragette active. En 1912, elle organise des associations libérales féminines locales pour adopter des résolutions en faveur du projet de loi de conciliation de 1912.  
En dépit de ses positions libérales, elle devient de plus en plus insatisfaite avec les hésitations du gouvernement sur la question du suffrage des femmes, et en 1913 elle devient l'une des personnalités engagée dans la création de la Liberal Women’s Suffrage Union (LWSU). elle en devient la secrétaire honoraire. La LWSU fait campagne contre la sélection de candidats anti suffragistes du parti libéral. Sa participation à la LWSU est la principale raison qui la pousse à démissionner de son poste de vice-présidente de la fédération du sud-ouest de la  National Union of Women's Suffrage (UWSS) en 1914. 
En 1929, Lady Acland est élue présidente de la Fédération libérale des femmes. Elle accomplit un mandat de deux ans. En 1931, lorsque Herbert Samuel dirige le Parti libéral au gouvernement national, elle le soutient Elle est l'une des huit signataires du manifeste électoral du Parti libéral de 1931 . Elle est candidate libérale pour la circonscription d'Exeter dans le Devon aux élections générales de 1931 . Aucun candidat libéral ne s'était présenté aux élections générales précédentes de 1929, lorsque le vote des conservateurs s'était partagé entre deux candidats. En 1931, son intervention ramène le candidat travailliste à la troisième place. Cependant, lors d'une élection à l'échelle du Royaume-Uni dans laquelle les conservateurs ont voté en nombre, elle termine derrière le candidat conservateur, qui a également soutenu le gouvernement national. Par la suite, elle ne se présente plus au Parlement . 